# بلاندین لو کاله
بلاندین لو کاله (به فرانسوی: Blandine Le Callet) رمان‌نویس، مقاله‌نویس و استاد دانشگاه قرن بیستم میلادی اهل فرانسه است.